# Gnophos vastaria
Gnophos vastaria är en fjärilsart som beskrevs av Otto Staudinger 1892. Gnophos vastaria ingår i släktet Gnophos och familjen mätare. Inga underarter finns listade i Catalogue of Life.